# Gaston Doumergue
Gaston Doumergue (ur. 1 sierpnia 1863 w Aigues-Vives, zm. 18 czerwca 1937 tamże) – polityk francuski (partia radykalna), prezydent kraju.

## Zarys biografii
Protestant, sędzia w koloniach. W 1893 deputowany do sejmu z obozu radykalnego. W latach (1902-1905) minister kolonii, później handlu (1906-1907), oświaty (1909-1910), premier i minister spraw zagranicznych (1913-1914). Do 1917 powtórnie minister kolonii. W 1917 udał się w misji do Rosji. W 1923 prezydent senatu.
Prezydent Francji w okresie od 13 czerwca 1924 do 13 czerwca 1931. Ustąpił z prezydentury Republiki Francuskiej w 1931. Po ustąpieniu z prezydentury Republiki, odsunął się od czynnego życia politycznego. Dopiero ciężka sytuacja wewnętrzna państwa nakłoniła go do powrotu do rządu. Objął prezesurę "gabinetu narodowego" utworzonego po upadku rządu Daladiera i rozruchach wiosennych w Paryżu. Był premierem od lutego do listopada 1934.
Otrzymał polski Order Orła Białego, który 4 grudnia 1924 wręczył mu ambasador RP we Francji Alfred Chłapowski.